# Cenxi
Cenxi (chinesisch 岑溪市, Pinyin Cénxī Shì; Zhuang Cinzhih Si) ist eine kreisfreie Stadt im Verwaltungsgebiet der bezirksfreien Stadt Wuzhou am Ostrand des Autonomen Gebiets Guangxi der Zhuang in der Volksrepublik China. Sie hat eine Fläche von 2.770 km² und zählt 813.500 Einwohner (Stand: Ende 2018). Ihr Hauptort ist die Großgemeinde Cencheng (岑城镇).

## Administrative Gliederung
Auf Gemeindeebene setzt sich die kreisfreie Stadt aus vierzehn Großgemeinden zusammen. 